# TMNT (Game Boy Advance)
TMNT es un videojuego de hack y slash producido por Ubisoft Montereal y publicado por Ubisoft en el año 2007. El videojuego está basado en la película de animación de 2007, el juego se publicó el 20 de marzo en Norteamérica y el 22 de marzo en Australia.
Otra versión del juego fue publicada para  Xbox 360, Wii, PlayStation 2, GameCube, PC, Nintendo DS, y PlayStation Portable.

## Recepción
La crítica a TMNT fue generalmente favorable. Chris Harris de IGN dijo que «Es un juego divertido y emocionante, no recuerdo la última vez que jugué algo así».
| Crítico        | Puntos                |
| -------------- | --------------------- |
| GameSpy        | 4.5/5                 |
| IGN            | 8.5/10                |
| GameSpot       | 8.1/10                |
| GameDaily      | 8/10[cita requerida]  |
| PALGN          | 8/10[cita requerida]  |
| Nintendo Power | 7/10 [cita requerida] |